# Saint-Genès-de-Blaye
Saint-Genès-de-Blaye település Franciaországban, Gironde megyében. Lakosainak száma 495 fő (2022. január 1.). Saint-Genès-de-Blaye Blaye, Cussac-Fort-Médoc, Fours, Saint-Androny, Saint-Julien-Beychevelle, Saint-Martin-Lacaussade és Saint-Seurin-de-Cursac községekkel határos.

## Népesség
A település népessége az elmúlt években az alábbi módon változott:
| Lakosok száma | 394  | 387  | 428  | 441  | 486  | 484  | 485  | 494  | 499  | 495  |
|               | 1968 | 1982 | 1990 | 2006 | 2013 | 2015 | 2017 | 2019 | 2020 | 2022 |